# Michael Jai White
Michael Jai White tên đầy đủ là Michael Richard Jai White (sinh ngày 10 tháng 11 năm 1967) là một diễn viên kiêm võ sĩ và đạo diễn người Mỹ. Anh được mọi người biết đến và chú ý nhiều khi liên tục đảm nhiệm vai chính trong một số bộ phim hành động đình đám như: Undisputed 2, Never Back Down phần 2 và 3, Blood And Bone, Chim Ưng Trỗi Dậy... Ngoài đóng phim, anh cũng tham gia lồng tiếng cho các nhân vật trong trò chơi điện tử như: Jax Briggs trong Mortal Kombat: Legacy và Cyborg Seth trong Universal Soldier: The Return.

## Đầu đời
White sinh ra ở Brooklyn, New York và chuyển đến Bridgeport, Connecticut khi còn là một thiếu niên, anh tốt nghiệp trường Trung học Central năm 1985. Sau đó, anh tốt nghiệp Đại học Bang Southern Connecticut ở New Haven, CT.

## Phim đã tham gia

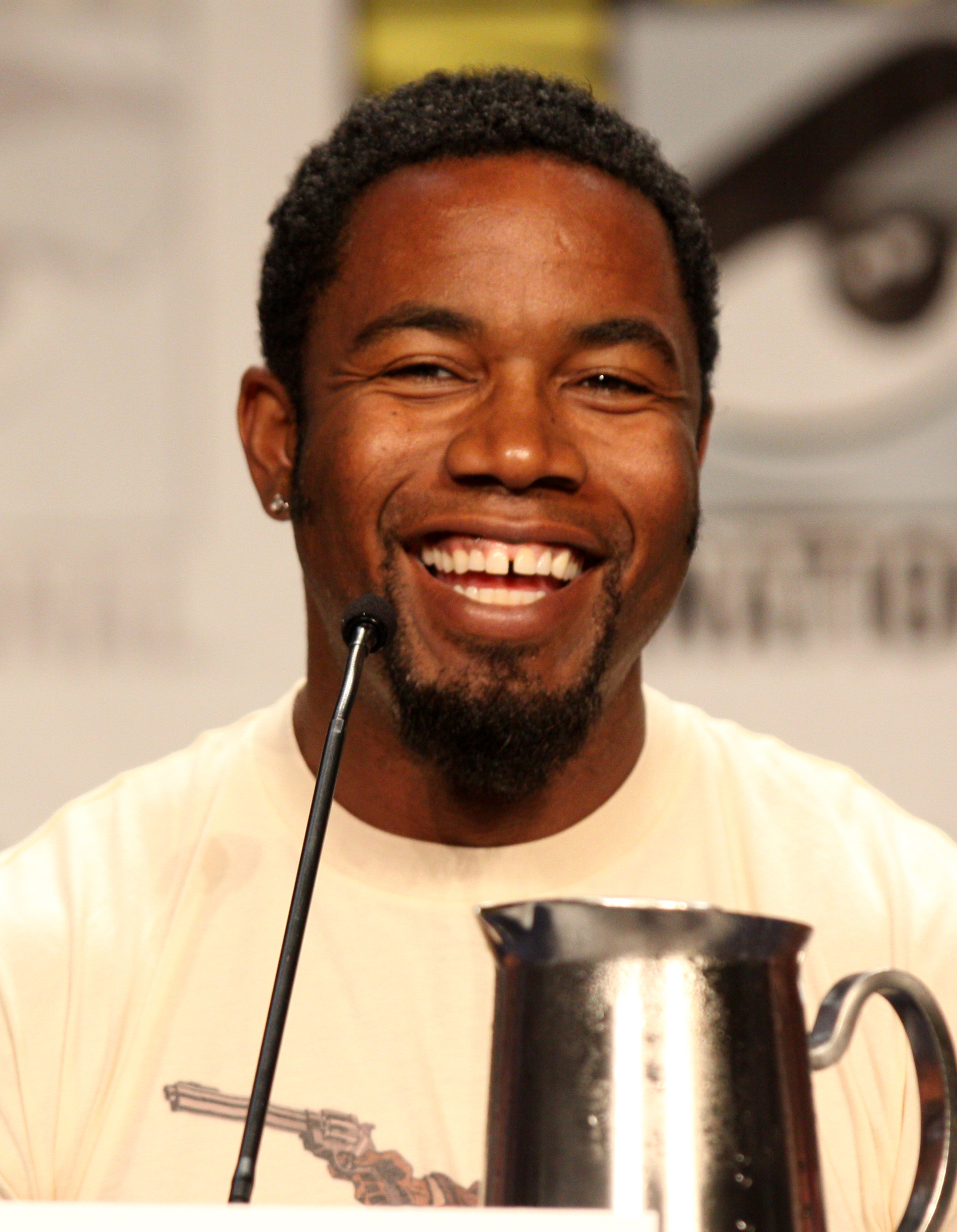
White tại Comic-Con vào tháng 7 năm 2011.

| Năm  | Tên phim                                                 | Vai diễn                    | Ghi chú                                                   |
| ---- | -------------------------------------------------------- | --------------------------- | --------------------------------------------------------- |
| 1989 | The Toxic Avenger Part II                                | Apocalypse Inc. Executive   |                                                           |
| 1989 | The Toxic Avenger Part III: The Last Temptation of Toxie | Apocalypse, Inc. Executive  |                                                           |
| 1991 | Teenage Mutant Ninja Turtles II: The Secret of the Ooze  | Audience Man                | Uncredited                                                |
| 1991 | True Identity                                            | Alley Guy #1                |                                                           |
| 1992 | Prototype                                                |                             | Stunts                                                    |
| 1992 | Universal Soldier                                        | Soldier                     |                                                           |
| 1993 | Full Contact                                             | Low-Ball                    |                                                           |
| 1994 | On Deadly Ground                                         |                             | Stunts                                                    |
| 1994 | Lion Strike                                              | Silvio                      |                                                           |
| 1995 | Ballistic                                                | Quint                       |                                                           |
| 1995 | Tyson                                                    | Mike Tyson                  |                                                           |
| 1996 | 2 Days in the Valley                                     | Buck                        |                                                           |
| 1997 | City of Industry                                         | Odell Williams              |                                                           |
| 1997 | Spawn                                                    | Albert "Al" Simmons / Spawn |                                                           |
| 1998 | Ringmaster                                               | Demond                      |                                                           |
| 1998 | Thick as Thieves                                         | Pointy                      |                                                           |
| 1999 | Breakfast of Champions                                   | Howell                      |                                                           |
| 1999 | Mutiny                                                   | Ben Cooper                  |                                                           |
| 1999 | Universal Soldier: The Return                            | SETH                        |                                                           |
| 2000 | The Bus Stop                                             |                             | Short film                                                |
| 2001 | Exit Wounds                                              | Lewis Strutt                |                                                           |
| 2002 | Trois 2: Pandora's Box                                   | Hampton Hines               |                                                           |
| 2003 | Justice                                                  | Tre                         | Direct-to-video                                           |
| 2004 | Silver Hawk                                              | Morris                      |                                                           |
| 2004 | Kill Bill: Volume 2                                      | Da Moe                      | Deleted scene                                             |
| 2006 | Undisputed II: Last Man Standing                         | George Chambers             | Direct-to-video                                           |
| 2007 | Why Did I Get Married                                    | Marcus                      |                                                           |
| 2007 | PVC-1                                                    |                             | Executive producer                                        |
| 2008 | The Dark Knight                                          | Gambol                      |                                                           |
| 2009 | Black Dynamite                                           | Black Dynamite              | Also writer                                               |
| 2009 | Blood and Bone                                           | Isaiah Bone                 | Direct-to-video; also producer                            |
| 2009 | Three Bullets                                            | The Man                     | Short film; also writer, producer and stunt choreographer |
| 2010 | Why Did I Get Married Too?                               | Marcus                      |                                                           |
| 2010 | Mortal Kombat: Rebirth                                   | Jackson "Jax" Briggs        | Short film                                                |
| 2011 | Never Back Down 2: The Beatdown                          | Case Walker                 | Direct-to-video; also director                            |
| 2011 | Tactical Force                                           | Hunt                        | Direct-to-video                                           |
| 2012 | We the Party                                             | Sĩ quan Davis               | Direct-to-video                                           |
| 2012 | Freaky Deaky                                             | Donnell Lewis               | Direct-to-video                                           |
| 2012 | The Philly Kid                                           | Arthur Letts                | Direct-to-video                                           |
| 2013 | Fedz                                                     | Big D                       | Direct-to-video                                           |
| 2014 | Android Cop                                              | Hammond                     | Direct-to-video                                           |
| 2014 | Falcon Rising                                            | John "Falcon" Chapman       | Direct-to-video                                           |
| 2014 | Skin Trade                                               | Đặc vụ FBI Reed             | Direct-to-video                                           |
| 2015 | Chocolate City                                           | Princeton                   | Direct-to-video                                           |
| 2015 | Chain of Command                                         | James Webster               | Direct-to-video                                           |
| 2016 | Beyond the Game                                          |                             | Direct-to-video                                           |
| 2016 | The Asian Connection                                     | Greedy Greg                 | Direct-to-video                                           |
| 2016 | Never Back Down: No Surrender                            | Case Walker                 | Direct-to-video; also director                            |
| 2016 | Vigilante Diaries                                        | Barrington                  | Direct-to-video                                           |
| 2016 | Chocolate City: Vegas Strip                              | Princeton                   | Direct-to-video                                           |
| 2017 | Cops and Robbers                                         | Michael                     | Direct-to-video                                           |
| 2017 | S.W.A.T.: Under Siege                                    | Scorpion                    | Direct-to-video                                           |
| 2018 | Accident Man                                             | Mick                        | Direct-to-video                                           |
| 2018 | Making a Killing                                         | Orlando Hudson              | Direct-to-video                                           |
| 2018 | Dragged Across Concrete                                  | Biscuit                     |                                                           |
| 2019 | The Hard Way                                             | Payne                       | Direct-to-video                                           |
| 2019 | Triple Threat                                            | Devereaux                   | Direct-to-video                                           |
| 2019 | Undercover Brother 2                                     | Undercover Brother          | Direct-to-video                                           |
| 2020 | HeadShop                                                 | Reverend Carter             | Direct-to-video; filming                                  |
| 2020 | The Outlaw Johnny Black                                  | Johnny Black                | Direct-to-video, also director                            |